# Nezool

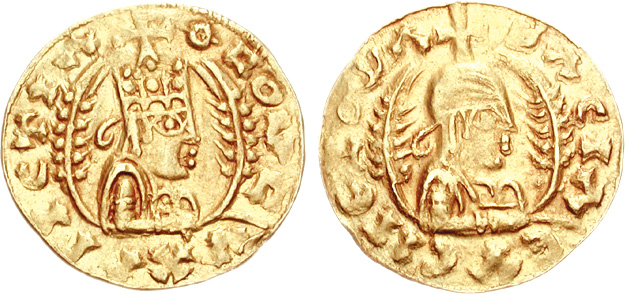
Münze des Nezool

Nezool war ein christlicher König des Aksumitischen Reiches in Afrika. Er regierte in der zweiten Hälfte des fünften Jahrhunderts. Nezool ist bisher nur von seinen Münzen bekannt. Es gibt auch Prägungen, auf denen er als Nezana erscheint, wobei in der Forschung aber auch die Möglichkeit diskutiert wird, dass es sich um zwei verschiedene, vielleicht gleichzeitig regierende Herrscher handelte. Seine Münzen zeigen auf beiden Seiten sein Bildnis mit einem Kreuz auf dem Kopf und von Ähren gerahmt. Die griechischen Beischriften der Goldprägungen lauten BACILEYC NEZOWL (König Nezool) und QEOV E VXAPICTIA (durch die Gnade Gottes ?). Von Nezana sind sowohl Gold- als auch Silberprägungen erhalten, wobei sich auf einigen der Silbermünzen auch der Name NZWL, also Nezool findet.